# ドリス・バイタルト
ドリス・バイタルト（Dries Buytaert、1978年11月19日 - ）は、ベルギー出身のソフトウェアプログラマ、実業家。オープンソースコンテンツ管理システム「Drupal」開発者であり、「Drupal」を法人へ提供するクラウドコンピューティング企業「アクイア」創業者・CTO。

## 人物
- ベルギー王国・アントワープ市出身。2010年に米国マサチューセッツ州ボストン市に移住[2]。
- アントワープ大学卒業後、ゲント大学にてコンピューターサイエンスとエンジニアリングの博士号を取得[3]。
- 在学中の2000年に、オープンソースCMS「Drupal」を開発[4]。
- 2006年、Drupalのデベロッパーコミュニティを運営する非営利団体「The Drupal Association」を立ち上げる[5]。
- 2007年にアクイアをボストン市にて創業。
- 2013年より、世界経済フォーラムにてヤング・グローバル・リーダーに選出[6]。
- 2014年9月、来日。「DRUPAL NIGHT IN TOKYO 2014」に参加[7]。